# Berke Qan
Berke Qan (arabisch الملك السعيد ناصر الدين محمد بركة قان al-Malik as-Sa'id Nasir ad-Din Muhammad Baraka Qan, DMG al-Malik as-Saʿīd Nāṣir ad-Dīn Muḥammad Baraka Qān, Thronname: al-Malik as-Sa'id Nasir ad-Din Baraka; * 1258; † 1280) war Sultan der Mamluken in Ägypten von 1277 bis 1279.
Berke Qan war von seinem Vater Baibars (1260–1277) zum Nachfolger bestimmt worden. Er konnte die Herrschaft 1277 zunächst auch übernehmen. Er war aber ein schwacher Herrscher und stand unter dem Einfluss seiner mongolischen Mutter. Als er die Gefolgsleute seines Vaters aus ihren Ämtern entfernte, nahm die Opposition zu. 1279 erzwang sein Schwiegervater Qalawun den Rücktritt von Berke Qan. Ihm wurde Karak in Transjordanien als selbständiges Herrschaftsgebiet zugewiesen. Sein erst sieben Jahre alter Bruder Solamisch (türkisch: Sülemiş; Thronname: al-Malik al-Adil Badr ad-Din Salamisch, † 1291) wurde auf Vorschlag und unter Vormundschaft Qalawuns neuer Sultan von Ägypten. Noch im Dezember des gleichen Jahres wurde dieser von Qualawun abgesetzt und ging später zu seinem Bruder ins Exil. Qualawun machte sich nun selbst zum Sultan und verhinderte die Machtergreifung eines weiteren Sohnes Baibars, Khidr, dem er die Herrschaft über Montreal nahe Karak gewährte. Damit war die Bildung einer Dynastie durch Baibars gescheitert. Qalawun war neuer Sultan (1279–1290) und begründete die Bahri-Dynastie.
Berke Qan wurde neben seinem Vater im Mausoleum der as-Zahiriya Bibliothek in Damaskus bestattet.